# Grogu
Grogu, inicialmente chamado de A criança, popularmente conhecido como Baby Yoda, é um personagem fictício do universo da franquia de ficção científica Star Wars,  que apareceu pela primeira vez na série The Mandalorian, do serviço de exibição de vídeos on-line (streaming) Disney Plus; Um membro infantil da espécie do personagem Yoda e Yaddle, com quem compartilha uma forte habilidade de controle da Força. Criado pelo showrunner Jon Favreau e o produtor executivo Dave Filoni, com imagens do artista conceitual Christian Alzmann. Apareceu com objetivo de explorar o mistério em torno de Yoda e sua espécie.
Na série, o protagonista conhecido como "o Mandaloriano", caçador de recompensas, é contratado para rastrear e capturar A criança, para um remanescente do caído Império Galáctico, mas decide protege-lo e tornando-se seu pai adotivo.
Grogu apareceu em todos os episódios das duas primeiras temporadas, com exceção do "Capítulo 15: O Crente". O nome real do personagem foi revelado no "Capítulo 13: Os Jedi", que também explicou que este fora criado no Templo Jedi em Coruscant durante as Guerras Clônicas.
A dinâmica entre o Mandaloriano e o Grogu incorpora um tema de paternidade à série The Mandalorian, com o personagem também levantando questões sobre o bem e o mal e a natureza versus criação, enquanto buscam aprender mais sobre as origens de Grogu, são perseguidos por Moff Gideon (um líder remanescente do caido Império Galáctico).
Na segunda temporada de O Mandaloriando, além de aprender mais sobre o poder de Grogu, o que significa, explora ainda mais o Sabre Sombrio.

## Recepção
Grogu foi bem recebido por fãs, se convertendo em um popular meme de Internet. e um querido personagem. Embora o personagem não seja parente de Yoda, o apelido Bebé Yoda foi adotado, pois não há nome para a espécie; sendo a maneira mais fácil e curta de identificar o personagem. The Guardian considera ser o maior novo personagem de 2019, sendo descrito como parte chave do êxito do serviço Disney+. Business Insider considera rápida a ascensão do estrelato ao Meme; como um indicativo do êxito do Disney+.

O personagem foi parodiado no episodio de South Park de dezembro de 2019 Basic Cable, e também no  Saturday Night Live, onde Kyle Mooney interpretou a criança no segmento Weekend Update.